# 渦 (Kagrra,の曲)
「渦」 (うず) は、日本のロックバンド、Kagrra,の18枚目のシングル。2008年9月10日にキングレコードから販売。

## 概要
- 移籍後は初となるリリース。初回限定盤CD+DVDと通常盤CD ONLYの2種同時販売。
- ホラーDVD映画『ひとりかくれんぼ』主題歌「渦」、テレビドラマ『怪談新耳袋スペシャル』主題歌「鬼灯」、テレビドラマ『キャットストリート』挿入歌「四月一日」と収録4曲 (通常盤) のうち3曲にタイアップを獲得している。
- 「四月一日」は2008年のアルバム『Core』からのシングルカット曲。
- 「渦」「向日葵」では真により箏が演奏されている。

## 収録曲

### 初回限定盤
| 全作詞: 一志、全作曲・編曲: Kagrra,。 |                                                                  |       |            |      |
| #                                     | タイトル                                                         | 作詞  | 作曲・編曲 | 時間 |
| 1.                                    | 「渦」(うず／DVD映画『ひとりかくれんぼ』主題歌)                  | 一志  | Kagrra,    | 4:05 |
| 2.                                    | 「鬼灯」(ほおずき／ドラマ『怪談新耳袋スペシャル』主題歌)         | 一志  | Kagrra,    | 4:21 |
| 3.                                    | 「四月一日」(しがつついたち／ドラマ『キャットストリート』挿入歌) | 一志  | Kagrra,    | 4:22 |
| 合計時間:                             | 合計時間:                                                        | 12:48 |            |      |

| #  | タイトル             | 作詞 | 作曲・編曲 |
| -- | -------------------- | ---- | ---------- |
| 1. | 「「渦」MUSIC CLIP」 |      |            |

### 通常盤
| 全作詞: 一志、全作曲・編曲: Kagrra,。 |                                                                  |       |            |      |
| #                                     | タイトル                                                         | 作詞  | 作曲・編曲 | 時間 |
| 1.                                    | 「渦」(うず／DVD映画『ひとりかくれんぼ』主題歌)                  | 一志  | Kagrra,    | 4:05 |
| 2.                                    | 「鬼灯」(ほおずき／ドラマ『怪談新耳袋スペシャル』主題歌)         | 一志  | Kagrra,    | 4:21 |
| 3.                                    | 「向日葵」(ひまわり)                                             | 一志  | Kagrra,    | 3:40 |
| 4.                                    | 「四月一日」(しがつついたち／ドラマ『キャットストリート』挿入歌) | 一志  | Kagrra,    | 4:22 |
| 合計時間:                             | 合計時間:                                                        | 16:28 |            |      |

## 参加ミュージシャン
- 一志: Vocal
- 楓弥: Guitar
- 真: Guitar & 箏
- 女雅: Bass
- 白水: Drums